# Mokgweetsi Masisi

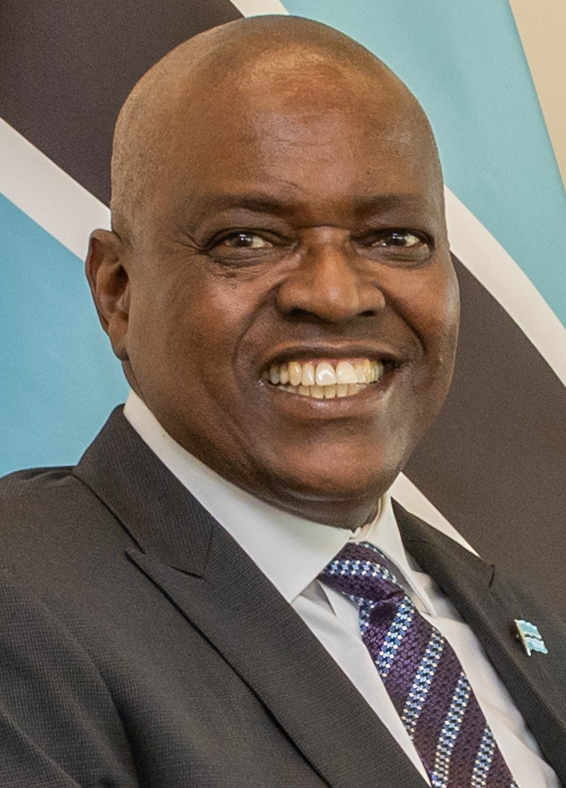
Mokgweetsi Masisi (2023)

Mokgweetsi Eric Keabetswe Masisi (* 21. Juli 1962 in Moshupa) ist ein botswanischer Politiker (Botswana Democratic Party). Er war vom 1. April 2018 bis zum 1. November 2024 Präsident von Botswana. Zuvor war er Minister und Vizepräsident.

## Herkunft, Ausbildung und erste berufliche Tätigkeiten
Masisis Vater war der langjährige Abgeordnete des Wahlkreises Moshupa/Mangana und Minister Edison Setlhomo Masisi, seine Mutter Precious Masego Masisi. Er wuchs mit sieben Geschwistern auf. Mokgweetsi Masisi besuchte die Thornhill Primary School und die Maru A Pula School. Er trat in Theaterproduktionen auf, darunter im Stück Cry the Beloved Country in Anwesenheit des Autors Alan Paton. Außerdem spielte er in mehreren südafrikanischen Amateurfilmproduktionen mit. Masisi besuchte die University of Botswana (UB) und graduierte 1984 in den Fächern Englische Sprache und Geschichte. Er unterrichtete an der Mmanaana Secondary School in Moshupa, bevor er 1987 an die UB als Curriculum-Experte für Social Studies (Sozialkunde) wechselte. 1989 begann er ein Studium an der Florida State University, das er mit dem Master of Education abschloss. Ab 1995 arbeitete er für UNICEF in seinem Heimatland.

## Politische Laufbahn
Masisi gehört der Regierungspartei Botswana Democratic Party an. Sein älterer Bruder Tshelang Masisi, der 2013 starb, hielt für die BDP den Wahlkreis Francistown-West. Im Vorfeld der Wahl 2004 versuchte Mokgweetsi Masisi erstmals, den Wahlkreis Moshupa/Mangana zu gewinnen; er unterlag bei der parteiinternen Abstimmung einem Gegenkandidaten. 2009 war er schließlich erfolgreich und zog in die Nationalversammlung ein. 2011 bis 2014 war er Minister of Presidential Affairs and Public Administration, etwa: Minister für präsidentielle Angelegenheiten und öffentliche Verwaltung. 2014 wurde er als Abgeordneter wiedergewählt. Er wurde zum Minister of Education and Skills Development ernannt, etwa: Minister für Bildung und Kompetenzentwicklung. Zusätzlich berief ihn Präsident Ian Khama am 12. November 2014 zum Vizepräsidenten. Am 5. Juli 2017 wurde er außerdem anstelle des verstorbenen Ketumile Masire Kanzler der UB.
Am 1. April 2018 wurde Masisi als Nachfolger Ian Khamas zum fünften Präsidenten der Republik Botswana ernannt, nachdem sein Vorgänger verfassungsgemäß nach zehn Jahren im Amt abgetreten war. Kurz darauf stellte er sein neues Kabinett einschließlich Vizepräsident Slumber Tsogwane vor. In seiner ersten Ansprache an die Nation kritisierte er Khama scharf. Er entließ den Geheimdienstchef Isaac Kgosi, der als enger Verbündeter Khamas galt. Kgosi wurde im Januar 2019 wegen Steuerhinterziehung festgenommen.
Zur Wahl des BDP-Präsidenten im Vorfeld der Parlamentswahl 2019 kündigte neben Masisi die langjährige Ministerin Pelonomi Venson-Moitoi, die als Anhängerin Ian Khamas gilt, ihre Kandidatur an. Sie zog ihre Kandidatur wenige Stunden vor der Abstimmung am 6. April 2019 zurück. Wäre sie gewählt worden, hätte Masisi als Präsident Botswanas zurücktreten müssen. Die botswanische Regierung ging davon aus, dass Bridgette Motsepe-Radebe, Schwägerin des südafrikanischen Präsidenten Cyril Ramaphosa und Ehefrau von Jeff Radebe, den Sturz Masisis geplant hatte, woraufhin sich die südafrikanische Regierung von Motsepe-Radebe distanzierte.
Nach dem Wahlsieg 2019 stellte Masisi sein Kabinett aus 18 Ministern und sieben stellvertretenden Ministern (Assistant ministers) vor, darunter sechs Frauen. Vizepräsident blieb Slumber Tsogwane. Er spricht sich unter anderem für den Schutz der Rechte von Homosexuellen aus (die bis 2019 der Strafverfolgung unterlagen).
Ende April bis Anfang Mai 2023 nahm Masisi an einem Staatsbesuch in der Schweiz teil. Im Frühjahr 2024 forderte er die deutsche Bundesregierung auf, 20.000 Elefanten aus Botswana in Deutschland aufzunehmen. Hintergrund war die europäische Kritik an der Regulierung der Bestände durch Abschuss, die in Botswana als neokoloniale Bevormundung wahrgenommen wurde.

## Privates
Mokgweetsi Masisi ist seit 2002 mit Neo Masisi, geborene Maswabi, genannt „Mma Atsile“, verheiratet und hat mit ihr ein Kind.

## Ehrungen
2016 wurde ihm der große Orden der Aufgehenden Sonne am Band verliehen.